# Cristiano Alberto di Brandeburgo-Ansbach
Cristiano Alberto di Brandeburgo-Ansbach (Ansbach, 18 settembre 1675 – Ansbach, 16 ottobre 1692) fu margravio di Brandeburgo-Ansbach dal 1686 fino alla propria morte.

## Biografia
Cristiano Alberto di Brandeburgo-Ansbach nacque ad Ansbach il 18 settembre 1675 ed era figlio di Giovanni Federico e della moglie Giovanna Elisabetta di Baden-Durlach. Cristiano diventò Principe ereditario con la morte del fratello maggiore, avvenuta all'età di due anni.
Cona la morte del padre, nel 1686, divenne margravio del principato, ma considerato che era ancora minorenne venne posto sotto la tutela di un consiglio. Cristiano, però, morì prima di raggiungere la maggiore età, senza essersi sposato e senza avere discendenti. Venne succeduto dal fratello Giorgio Federico.

## Ascendenza
|                                                      |                                          |                                                    | Genitori                                                 |  |  | Nonni |  |  | Bisnonni                                        |  |  | Trisnonni                                      |  |
|                                                      |                                          |                                                    |                                                          |  |  |       |  |  | Joachim Ernst, margravio di Brandeburgo-Ansbach |  |  | Johann Georg, principe elettore di Brandeburgo |  |
|                                                      |                                          |                                                    |                                                          |  |  |       |  |  | Joachim Ernst, margravio di Brandeburgo-Ansbach |  |  | Johann Georg, principe elettore di Brandeburgo |  |
|                                                      |                                          | Elisabeth von Anhalt-Zerbst                        |                                                          |  |  |       |  |  | Joachim Ernst, margravio di Brandeburgo-Ansbach |  |  |                                                |  |
| Albrecht II, margravio di Brandeburgo-Ansbach        |                                          |                                                    |                                                          |  |  |       |  |  | Joachim Ernst, margravio di Brandeburgo-Ansbach |  |  |                                                |  |
|                                                      |                                          | Sophie von Solms-Laubach                           | Johann Georg I, conte di Solms-Laubach                   |  |  |       |  |  |                                                 |  |  |                                                |  |
|                                                      |                                          | Sophie von Solms-Laubach                           | Johann Georg I, conte di Solms-Laubach                   |  |  |       |  |  |                                                 |  |  |                                                |  |
|                                                      |                                          | Sophie von Solms-Laubach                           | Margarethe von Schönburg-Glauchau                        |  |  |       |  |  |                                                 |  |  |                                                |  |
| Johann Friedrich, margravio di Brandeburgo-Ansbach   |                                          | Sophie von Solms-Laubach                           |                                                          |  |  |       |  |  |                                                 |  |  |                                                |  |
|                                                      |                                          | Joachim Ernst, conte di Oettingen-Oettingen        | Ludwig Eberhard, conte di Oettingen-Oettingen            |  |  |       |  |  |                                                 |  |  |                                                |  |
|                                                      |                                          | Joachim Ernst, conte di Oettingen-Oettingen        | Ludwig Eberhard, conte di Oettingen-Oettingen            |  |  |       |  |  |                                                 |  |  |                                                |  |
|                                                      |                                          | Joachim Ernst, conte di Oettingen-Oettingen        | Margaretha von Erbach                                    |  |  |       |  |  |                                                 |  |  |                                                |  |
| Sophie Margarete zu Oettingen-Oettingen              |                                          | Joachim Ernst, conte di Oettingen-Oettingen        |                                                          |  |  |       |  |  |                                                 |  |  |                                                |  |
|                                                      |                                          | Anna Sibilla von Solms-Sonnenwalde                 | Heinrich Wilhelms, conte di Solms-Sonnenwalde            |  |  |       |  |  |                                                 |  |  |                                                |  |
|                                                      |                                          | Anna Sibilla von Solms-Sonnenwalde                 | Heinrich Wilhelms, conte di Solms-Sonnenwalde            |  |  |       |  |  |                                                 |  |  |                                                |  |
|                                                      |                                          | Anna Sibilla von Solms-Sonnenwalde                 | Sofia Dorothea von Mansfeld-Arnstein                     |  |  |       |  |  |                                                 |  |  |                                                |  |
| Christian Albrecht, margravio di Brandeburgo-Ansbach |                                          | Anna Sibilla von Solms-Sonnenwalde                 |                                                          |  |  |       |  |  |                                                 |  |  |                                                |  |
|                                                      | Friedrich VI, margravio di Baden-Durlach | Friedrich V, margravio di Baden-Durlach            |                                                          |  |  |       |  |  |                                                 |  |  |                                                |  |
|                                                      | Friedrich VI, margravio di Baden-Durlach | Friedrich V, margravio di Baden-Durlach            |                                                          |  |  |       |  |  |                                                 |  |  |                                                |  |
|                                                      | Friedrich VI, margravio di Baden-Durlach | Barbara von Württemberg                            |                                                          |  |  |       |  |  |                                                 |  |  |                                                |  |
| Friedrich VII, margravio di Baden-Durlach            | Friedrich VI, margravio di Baden-Durlach |                                                    |                                                          |  |  |       |  |  |                                                 |  |  |                                                |  |
|                                                      |                                          | Christine Magdalena von Pfalz-Zweibrücken-Kleeburg | Johann Kasimir, duca del Palatinato-Zweibrücken-Kleeburg |  |  |       |  |  |                                                 |  |  |                                                |  |
|                                                      |                                          | Christine Magdalena von Pfalz-Zweibrücken-Kleeburg | Johann Kasimir, duca del Palatinato-Zweibrücken-Kleeburg |  |  |       |  |  |                                                 |  |  |                                                |  |
|                                                      |                                          | Christine Magdalena von Pfalz-Zweibrücken-Kleeburg | Katarina Karlsdotter Vasa                                |  |  |       |  |  |                                                 |  |  |                                                |  |
| Johanna Elisabeth von Baden-Durlach                  |                                          | Christine Magdalena von Pfalz-Zweibrücken-Kleeburg |                                                          |  |  |       |  |  |                                                 |  |  |                                                |  |
|                                                      |                                          | Friedrich III, duca di Schleswig-Holstein-Gottorp  | Johann Adolf, duca di Schleswig-Holstein-Gottorp         |  |  |       |  |  |                                                 |  |  |                                                |  |
|                                                      |                                          | Friedrich III, duca di Schleswig-Holstein-Gottorp  | Johann Adolf, duca di Schleswig-Holstein-Gottorp         |  |  |       |  |  |                                                 |  |  |                                                |  |
|                                                      |                                          | Friedrich III, duca di Schleswig-Holstein-Gottorp  | Augusta af Danmark                                       |  |  |       |  |  |                                                 |  |  |                                                |  |
| Augusta Maria von Schleswig-Holstein-Gottorf         |                                          | Friedrich III, duca di Schleswig-Holstein-Gottorp  |                                                          |  |  |       |  |  |                                                 |  |  |                                                |  |
|                                                      |                                          | Maria Elisabeth von Sachsen                        | Johann Georg I, principe elettore di Sassonia            |  |  |       |  |  |                                                 |  |  |                                                |  |
|                                                      |                                          | Maria Elisabeth von Sachsen                        | Johann Georg I, principe elettore di Sassonia            |  |  |       |  |  |                                                 |  |  |                                                |  |
|                                                      |                                          | Maria Elisabeth von Sachsen                        | Magdalena Sibylle von Preußen                            |  |  |       |  |  |                                                 |  |  |                                                |  |
|                                                      |                                          | Maria Elisabeth von Sachsen                        |                                                          |  |  |       |  |  |                                                 |  |  |                                                |  |

| Controllo di autorità | VIAF (EN) 80582542 · CERL cnp01151149 · GND (DE) 136195881 |